# Pilotrichella guineensis
Pilotrichella guineensis là một loài Rêu trong họ Meteoriaceae. Loài này được Ångstr. mô tả khoa học đầu tiên năm 1886.